# غرفة المعيشة

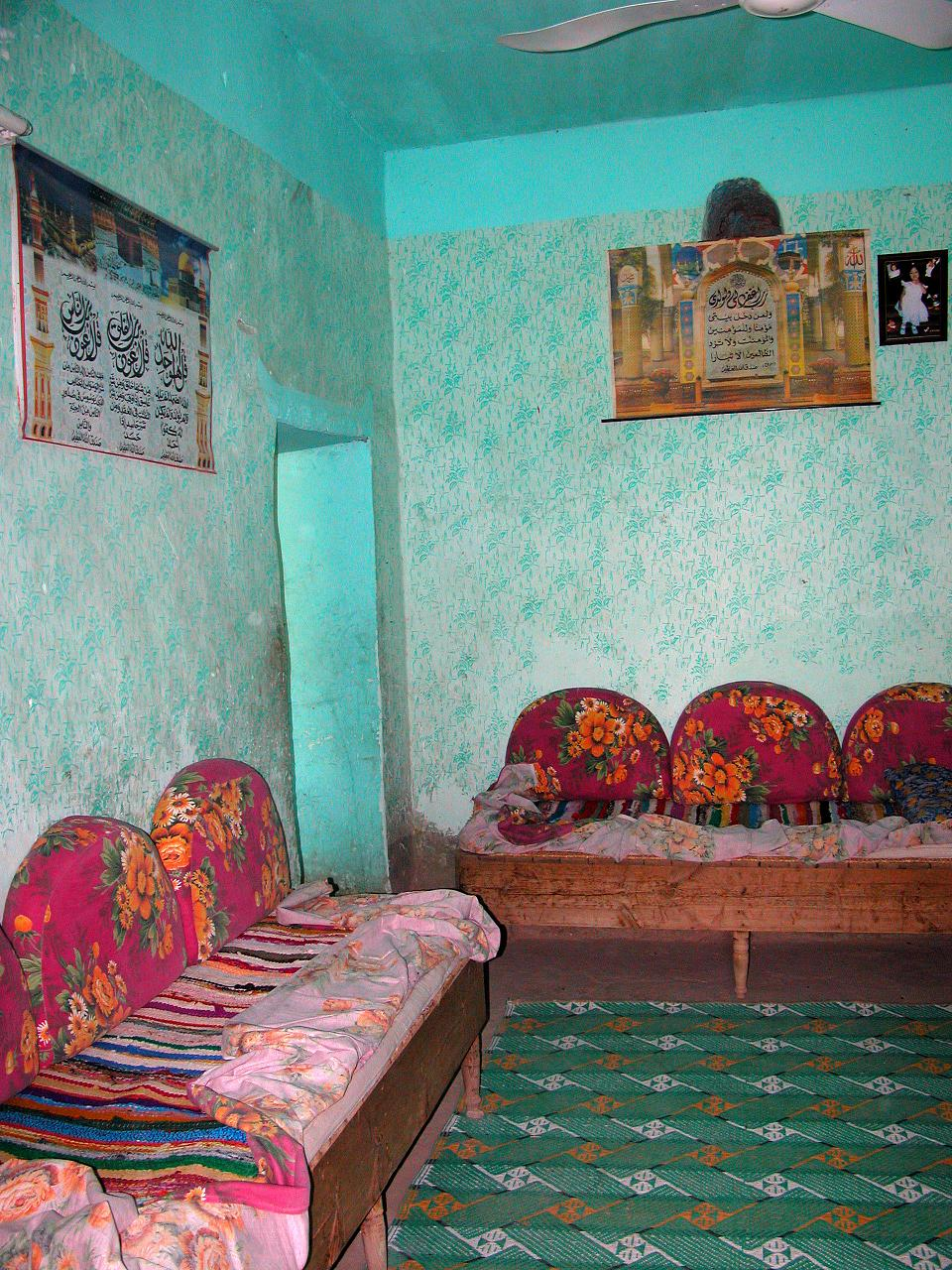
غرفة استقبال في الريف المصري

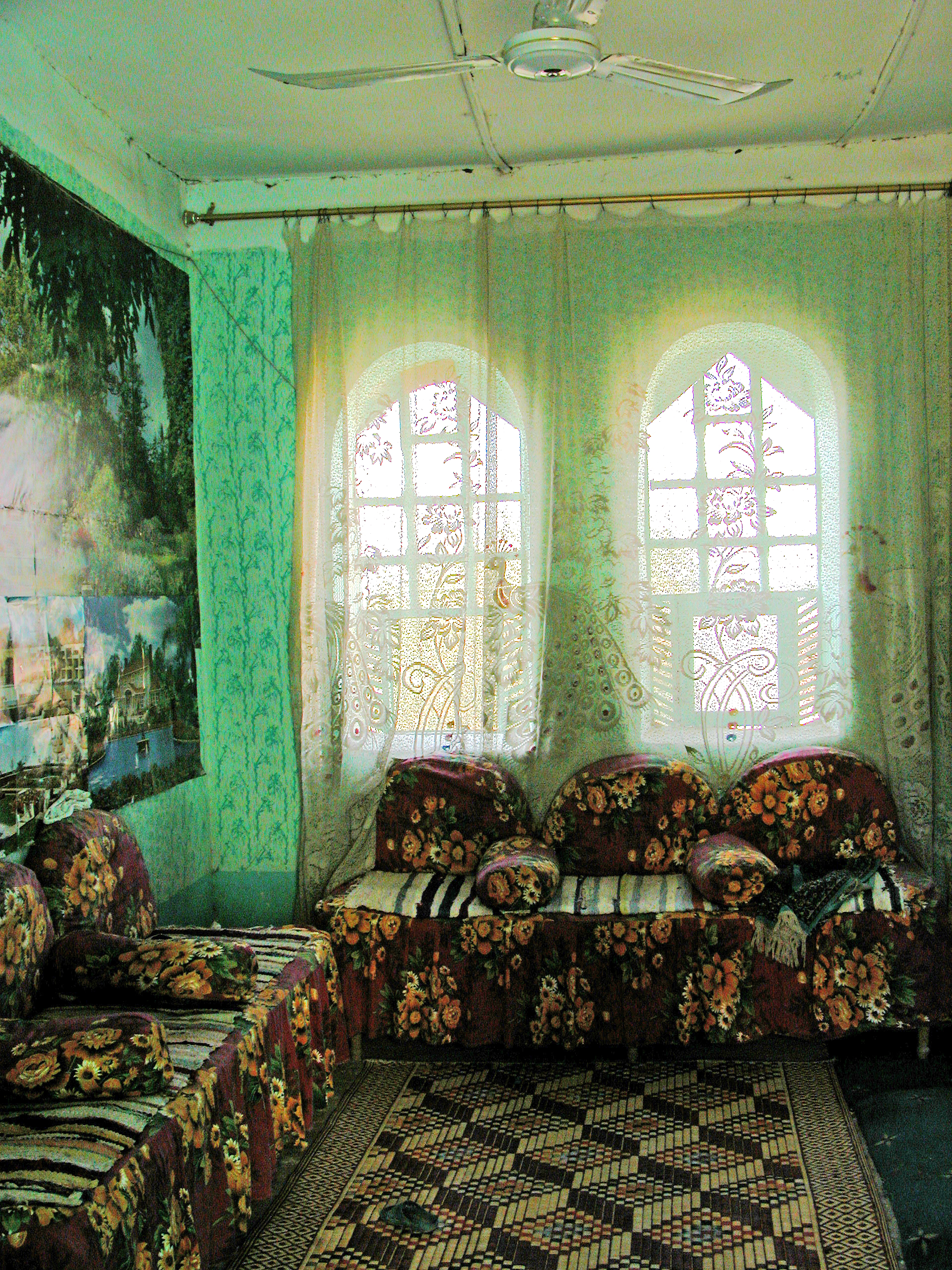
غرفة استقبال في الريف المصري

غرفة المعيشة أو حجرة الجلوس أو غرفة الجلوس تعتبر غرفة في المنزل بغرض الاسترخاء والاجتماعيات. وتُسمى هذه الغرفة أحيانًا بالغرفةِ الأمامية عندما تقع بالقربِ من المدخل الرئيسي في واجهة المنزل. وقد يُستخدَم مصطلح حجرة الجلوس أحيانًا بالترادف مع غرفة المعيشة، على الرغم من أن غرفة الجلوس قد توجد أيضًا في الفندق أو أي مكان من الأماكن العامة الأخرى. ولقد تمت صياغة مصطلح غرفة المعيشة في أواخرِ القرن التاسع عشر أو بدايات القرن العشرين.

## نظرة عامة
وفي المنازل التي لا توجد فيها ردهة أو غرفة استقبال رسمية، قد تؤدي غرفة المعيشة أيضًا وظيفة غرفة الاستقبال.
تحتوي غرفة المعيشة الغربية العادية على قطع أثاث مثل: أريكة، وكراسي، ومناضد متفرقة، ومكتبة، ومصابيح كهربائية، وسجاد، أو قطع أخرى من الأثاث. و عادةً ما تحتوي غرف الجلوس في المملكة المتحدة ونيوزيلاندا على مستوقد. كما توجد في اليابان غرفة جلوس تسمى واشيتسو أرضيتها مغطاة بالتاتامي وهي عبارة عن حصيرةٍ صغيرة يستطيع الناس الجلوس عليها بشكلٍ مريح.
وفي المنازل الأكبر حجمًا في الولايات المتحدة وكندا، تختص غرفة المعيشة بأغراضٍ ترفيهية أكثر رسميةً وهدوءًا، بينما توجد غرفة منفصلة مثل: المختلى أو غرفة العائلة، أو غرفة الاستجمام و هي غرف تُستَخدَم لقضاءِ أوقات الفراغ أو للترفيه غير الرسمي بشكلٍ عام. و تجمع الغرفة الضخمة ما بين وظيفةٍ أو أكثر من وظائفِ تلك الغرف.

## من الردهةِ إلى غرفةِ المعيشة
وفي القرن التاسع عشر، كانت الردهة الأمامية هي المكان الذي يتم استخدامه في الأحداثِ الاجتماعية الرسمية، بما فيها وضع جثمان المُتَوفى حديثًا لحين بِدء مراسم العزاء. ولقد وُجِد مُصطَلح غرفة المعيشة في بادئ الأمر في أدب الزخارف في التسعينيات، حيث كانت تمثل غرفة المعيشة انعكاسًا نفسيًا لشخصيةِ المصمِم، بخلافِ العادات الفيكتورية الموجودة اليوم. فكان ظهور غرفة المعيشة بمثابةِ انتهاء لعهد الغرفة المخصصة لاستقبالِ الضيوف والتي كانت معروفة في العصر الفيكتوري.